# Led Zeppelin I
Led Zeppelin — перший студійний альбом британського рок-гурту Led Zeppelin. Був випущений 12 січня 1969 року під лейблом Atlantic Records. Записувався протягом рекордних на сьогодні 36 годин у Лондоні на студії Olympic Studios. Альбом відображає вклад всіх чотирьох музикантів гурту та встановив унікальне поєднання блюзу та року Led Zeppelin.
Led Zeppelin надав гуртові численних фанатів — поєднання хеві-металу та психоделічної музики змусило полюбити гурт багатьох членів контркультури по обидва береги Атлантики.

## Підґрунтя
У серпня 1968 року британський рок-гурт The Yardbirds розпався остаточно. Гітарист Джиммі Пейдж, єдиний з учасників, який залишився, мав всі права гурт — назва та договір на концерт у Скандинавії. Пейдж зібрав новий склад, до якого ввійшли басист Джон Пол Джонс, вокаліст Роберт Плант та ударник Джон Бонам. Протягом вересня 1968 року гурт провів тур Скандинавією під назвою «The New Yardbirds». Вони виконували старий матеріал The Yardbirds, але поряд з ним з'являються нові пісні: «Communication Breakdown», «I Can't Quit You Baby», «You Shook Me», «Babe I'm Gonna Leave You» та «How Many More Times». У жовтні 1968 року гурт повертається до Англії і Пейдж змінює назву колективу на «Led Zeppelin». Одразу ж після цього починається запис першого студійного альбому.

## Запис

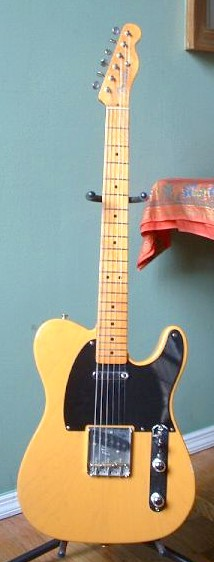
Гітара Fender Telecaster. Саме таким інструментом зіграні всі гітарні партії першого альбому Led Zeppelin.

У своєму інтерв'ю до Profiled (промо-диск для радіо, випущений у 1990 році), Джиммі Пейдж заявив, що робота над альбомом (включаючи зведення) велася протягом 36 годин (невеликими частинами протягом декількох тижнів), додаючи, що це йому відомо, оскільки він сам сплачував рахунок. Одна з основних причин такого малого часу запису у тому, що матеріал для альбому вже прослуханий і заготовлений ще з туру Скандинавією у вересні 1968. Як пояснив Пейдж:
|  | Ми почали розробляти аранжування ще протягом скандинавського туру і я знав, який звук шукав. Альбом лише дуже швидко зібрали. Оригінальний текст (англ.) [We had begun developing the arrangements on the Scandinavian tour and I knew what sound I was looking for. It just came together incredibly quickly.] Помилка: {{Lang}}: текст вже має курсивний шрифт (допомога) |

Оскільки на той час контракту з Atlantic Records ще не було, то Пейдж і менеджер гурту, Пітер Ґрант, початковий внесок зробили з власних коштів. Тому гроші компанії звукозапису не витрачені даремно на надмірний час у студії. В іншому інтерв'ю Пейдж розповів, що запис першого альбому був повністю сплачений за його рахунок. Це було зроблено для того, щоб гарантувати свободу від впливу лейблу:
|  | Я намагався не випускати поводи з рук, оскільки точно знав, що хотів зробити з тими хлопцями. Фактично, перший альбом профінансував і записав я, ще до приходу Atlantic. Тобто всі ці ваші розповіді про те, що нам дали аванс для запису альбому не вірні — ми приїхали до Atlantic зі стрічками в руках. Реакція Atlantic була дуже позитивною — я маю на увазі, що вони підписали контракт з нами, чи не так? Згодом вони отримали і другий альбом. Оригінальний текст (англ.) [I wanted artistic control in a vise grip, because I knew exactly what I wanted to do with these fellows. In fact, I financed and completely recorded the first album before going to Atlantic. It wasn't your typical story where you get an advance to make an album -- we arrived at Atlantic with tapes in hand… Atlantic's reaction was very positive -- I mean they signed us, didn't they? And by the time they got the second album, they were ecstatic.] Помилка: {{Lang}}: текст вже має курсивний шрифт (допомога) |

Для запису Пейдж використовував психоделічно розфарбовану Fender Telecaster, яку йому подарував Джефф Бек після того, як на місце соло-гітариста у The Yardbirds було його запропоновано замість Еріка Клептона. Джиммі грав на Telecaster як на головному інструменті на всіх перших виступах гурту. Вона все ще у володінні Пейджа, але вже давно не використовується. Згодом він перейшов на Gibson Les Paul 1959 року, яку Джиммі подарував Джой Велш. Його Gibson Les Paul Black Beauty з трьома звукознімачами було викрадено під час туру Північною Америкою 1970 року. Цей інструмент надав особливої тональності гітарним партіям у Led Zeppelin II.
Також Пейдж використовував Gibson J-200, яку він позичив у Джима Саллівана Великого, для акустичних партій в альбомі.

## Виготовлення
Led Zeppelin було спродюсовано Джиммі Пейджем, головним інженером виступив Ґлін Джонс, який раніше працював з такими колективами як The Beatles, Rolling Stones та The Who. Альбом записано на аналоговій 4-доріжній машині, яка допомагає запису отримати його «теплий» звук. За повідомленнями, Пейдж використовував природне оточення кімнати, щоб збільшити штучну луну та текстуру запису, демонструючи нововведення у звукозаписі, які він вивчив протягом своєї кар'єри сесійного музиканта. Аж до кінця 1960-х більшість музичних продюсерів розташовували мікрофони безпосередньо перед підсилювачем звукових частот та барабанами. Для Led Zeppelin Пейдж запропонував розмістити додатковий мікрофон на деякій відстані від підсилювача (приблизно 6 метрів) та потім записати звук, який є збалансованим між ближнім та дальнім мікрофонами. Просуваючи цю техніку («відстань дорівнює глибині»), Пейдж став одним з перших продюсерів, який записав «оточуючий звук».
Головна проблема запису альбому — це «витік» вокалу Роберта Планта на записах. Пейдж пояснив це у інтерв'ю журналові Guitar World:
|  | Голос Роберта був дуже потужним, і як наслідок він вліз на деякі з інших треків. Але дивно, накладення звучить наче так і було задумано. Оригінальний текст (англ.) [Robert's voice was extremely powerful and, as a result, would get on some of the other tracks. But oddly, the leakage sounds intentional.] Помилка: {{Lang}}: текст вже має курсивний шрифт (допомога) |

У пісні «You Shook Me» Пейдж використав свою техніку «зворотної луни»: луна йде перед звуком, що її породив а не після. Для цього стрічку перевертають та на додатковому каналі записують луну. Після цього стрічку перевертають назад і луна випереджає сигнал. Цю техніку Джиммі розробив ще у The Yardbirds під час запису синглу «Ten Little Indians».
Альбом став одним з перших, який випускався лише у стерео, у той час як в 1969 році більшість альбомів була доступна у стерео та моно версіях.

## Конверт та обкладинка платівки

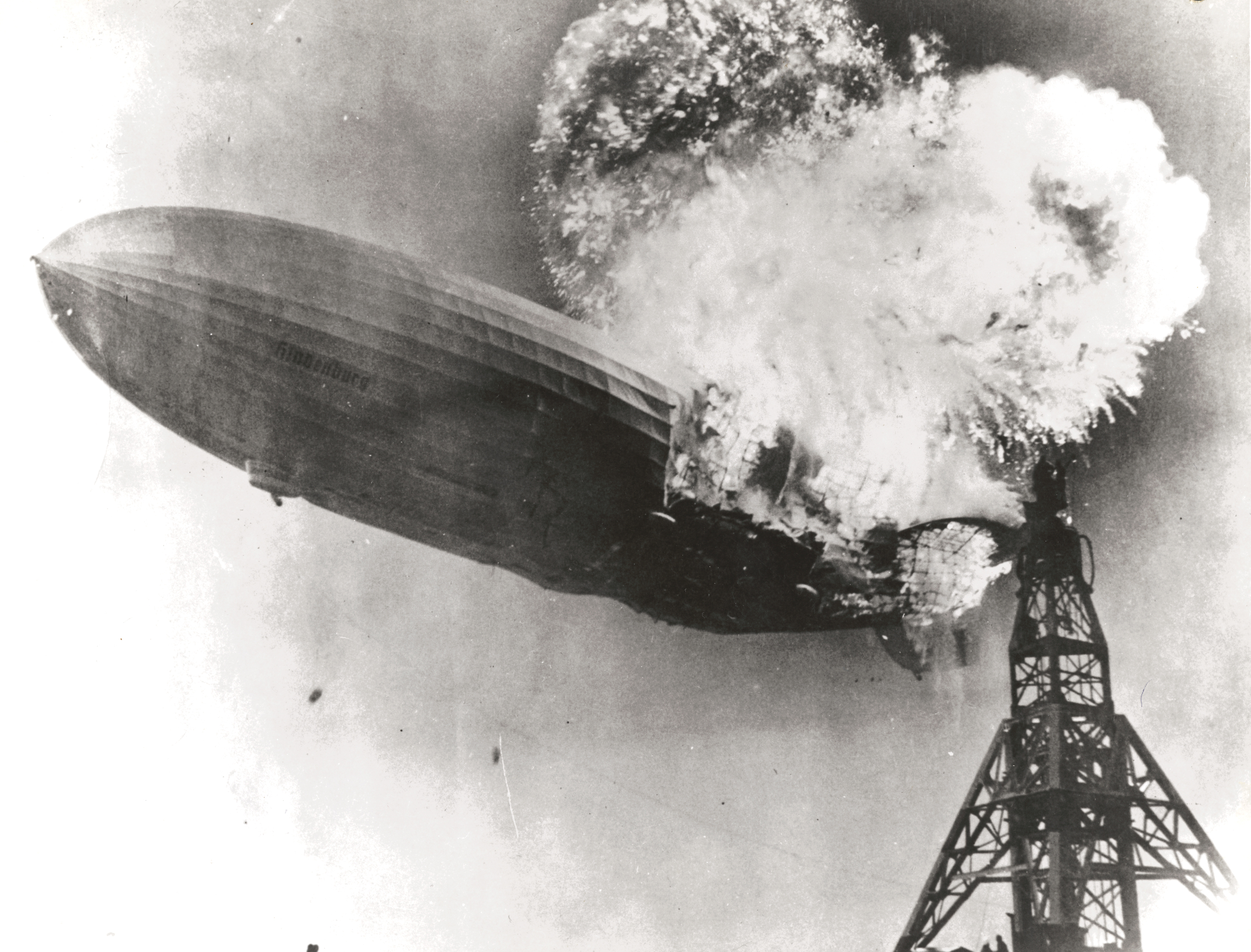
Фотографія, яку використано для обкладинки альбому

Обкладинка Led Zeppelin, яку обрав Пейдж, зображує падіння найбільшого цепеліна Гінденбург. Зображення посилається на походження назви гурту, коли Пейдж, Джефф Бек та члени гурту The Who: ударник Кіт Мун та басист Джон Ентвістл обговорювали ідею формування Led Zeppelin. Тоді Мун пожартував: «Можливо він полетить як свинцевий балон». Ентвістл одразу ж виправив його: «… як свинцевий дирижабль!». Фотографію для задньої сторони конверту зробив один з засновників The Yardbirds Кріс Дреджа. Дизайном обкладинки та конверту займався Джордж Гарді, з яким гурт продовжить співпрацю в майбутньому.

Задня сторона конверту
Перша сторона платівки
Друга сторона платівки

 Гарді згадував, що спочатку він пропонував дизайн заснований на символі старого клубу в Сан-Франциско — зображення фалічного цепеліна у хмарах. Джиммі відмовився, але його було використано як логотип для задньої обкладинки перших двох альбомів Led Zeppelin. Протягом перших тижнів продаж у Великій Британії, назва гурту та логотип Atlantic Records були надруковані бірюзовим кольором. Коли платівку почали випускати у доступному зараз жовтогарячому, то версії з бірюзовим кольором стали справжніми раритетами.
Обкладинка Led Zeppelin отримала широку увагу 28 лютого 1970 під час концерту у Копенгагені, де гурт виступав під назвою The Nobs. Це була вимушена зміна назви через правові непорозуміння з Євою фон Цеппелін (дальня родичка конструктора-винахідника дирижаблів). Коли вона побачила на логотипі Гінденбург у вогні, то почала погрожувати музикантам, що забере їхню назву через суд.

## Музика
Концептуальна оригінальність альбому помітна у таких треках як «Good Times Bad Times» та «Communication Breakdown». Вони мали унікальний, помітно важкий звук, який був новим для молоді кінця 60-х. «Communication Breakdown» мала значний вплив: у документальному фільмі «Ramones — The True Story» (укр. Ramones — дійсна історія) швидкість Пейджа, його гітарні рифи відзначаються гітаристом Джоні Рамоном, як натхнення та основа для його панк-творчості. Led Zeppelin містить делікатну гру на акустичній гітарі у «Black Mountain Side», а також поєднання акустичних та електричних підходів у «Babe I'm Gonna Leave You».
«Dazed and Confused», можливо, центральна композиція альбому. Низхідна бас-лінія Джона Пола Джонса, важкі ударні Бонама та потужні рифи і соло Пейджа є особливими рисами цієї композиції. Цікавим елементом пісні є гітарне соло, яке грається скрипковим смичком. Цю ідею запропонував Девід МакКеллам (відомий шотландський скрипаль), якого Пейдж зустрів під час роботи у студії. Це соло у середній частині композиції підносить психоделічний рок до експериментально нових висот, особливо в розширеній стадії. Воно побудовано на ранішніх версіях виконання цієї пісні, які Пейдж грав в останні дні The Yardbirds. На концертах ця пісня поступово розширювалася за рахунок інших композицій гурту.
Смичкова техніка використовується і в «How Many More Times». Ця пісня з рифом у стилі болеро та слабкою шумовою секцією, у якій Роберт Плант стогне пісню «The Hunter», популярного американського блюзиста Альберта Кінґа.
Більшість ранніх пісень Led Zeppelin засновані на блюзових стандартах. Альбом включає декілька треків, які написані іншими виконавцями: «You Shook Me» та «I Can't Quit You Baby» Віллі Діксоном, та «Babe I'm Gonna Leave You». Останню Пейдж свого часу помилково вважав фолк-стандартом, який він почув у виконанні Джоан Бейз. Але згодом виявилося, що у пісні є автор — Енн Бредон, яка написала її ще у 50-х роках. Діксон, у свою чергу, отримав належну виплату як композитор двох своїх пісень на цьому альбомі (пізніше «You Shook Me» також припишуть Дж. Б. Ленору), але продовжив врегульовувати справу щодо «Whole Lotta Love», у якій Плант частково використав текст Діксона. У «You Shook Me» Плант перекликається з гітарою Пейджа — техніка «call and response», яка широко використовувалася у блюзі 30-х років.
Джефф Бек також записав «You Shook Me» у своєму дебютному альбомі Truth і звинуватив Пейджа у томі, що він викрав його ідею. З Джонсом та ударником Кітом Муном із The Who, Пейдж грав (і казав, що то його аранжування) «Beck's Bolero», інструментальну композицію в Truth, яка могла бути перероблена у джем «How Many More Times». Такі звинувачення призвели до ворожнечі між Пейджем та Беком, які разом грали у The Yardbirds та були друзями з самого дитинства. Фактично Пейдж порекомендував Бека, коли з The Yardbirds пішов Ерік Клептон.
У своєму інтерв'ю 1975 року Джиммі Пейдж розповів про музику альбому:
|  | У пошуках матеріалу ми повернулися до нашого блюзового коріння. У мене в запасі залишалося чимало рифів The Yardbirds. Коли Джефф (Бек) пішов, я мусив вигадувати масу нових прийомів. Це почалося з Клептона. Коли він залишив гурт, Джефф мав якось викручуватися, а мені було ще складніше, оскільки я перетворився з другого соло-гітариста на першого. На мене постійно тиснула свідомість того, що я маю вигадувати свої власні рифи. На записі першої платівки я знаходився під сильним впливом тих днів. Думаю, це було помітно. Альбом було записано за три тижні. Було зрозуміло, що хтось має взяти на себе роль лідера, інакше ми б ще півроку сиділи граючи виключно джеми. Але після цього, на другій платівці, стає помітно, що починає проявлятися індивідуальність гурту. Оригінальний текст (англ.) [For material, we obviously went right down to our blues roots. I still had plenty of Yardbirds riffs left over. By the time Jeff [Beck] did go, it was up to me to come up with a lot of new stuff. It was this thing where [Eric] Clapton set a heavy precedent in the Yardbirds which Beck had to follow and then it was even harder for me, in a way, because the second lead guitarist had suddenly become the first. And I was under pressure to come up with my own riffs. On the first LP I was still heavily influenced by the earlier days. I think it tells a bit, too… It was obvious that somebody had to take the lead, otherwise we'd have all sat around jamming for six months. But after that, on the second LP, you can really hear the group identity coming together.] Помилка: {{Lang}}: текст вже має курсивний шрифт (допомога) |

## Успіх та привітання критиків
Альбом рекламувався в провідних музичних журналах під гаслом «Led Zeppelin — єдиний шлях до польотів». Спочатку альбом отримав дуже бідні рецензії. Журнал Rolling Stone дав дуже погану оцінку, заявивши що гурт пропонує як «менш ніж їх близнюк, Jeff Beck Group грали так само або краще три місяці тому». Також вони назвали Планта «такий же піжонський як Род Стюарт, але зовсім не збуджуючий». Пізніше журналіст Кемерон Кроу відзначить:
|  | Це був час «супергуртів», несамовито розрекламованих гуртів, які могли просто перевершити їх. Led Zeppelin спочатку знайшли себе і боролися проти течії, щоб довести свою достовірність. Оригінальний текст (англ.) [It was a time of «super-groups,» of furiously hyped bands who could barely cut it, and Led Zeppelin initially found themselves fighting upstream to prove their authenticity.] Помилка: {{Lang}}: текст вже має курсивний шрифт (допомога) |

Проте, альбом мав шалений фінансовий успіх. Спочатку альбом було видано у США 17 січня 1969 року щоб отримати вигоду зі свого першого туру Сполученими Штатами. Після цього Atlantic Records надала декілька сотень копій ключовим радіостанціям та рецензорам. Позитивні реакції на зміст платівки у сумі з гарними відгуками на відкритих концертах гурту призвели до 50 000 попередніх замовлень на платівку. Він залишався у чартах Billboard протягом 73 тижнів, та затримався на 79 у Британії. Вже у 1975 році було продано копій на $7 000 000.
Успіх та вплив альбому сьогодні визнаний навіть тими, хто спочатку скептично до нього поставився. Так, у 2006 році критики Rolling Stone стверджували:
|  | Платівка помітно виділялася на фоні тогочасної американської музики. Аранжировки «цеппелінів» були більш відточеними, ніж у Хендрікса чи популярних у той час Cream, не такими незграбними, як у Vanilla Fudge або Iron Butterfly. Led Zeppelin частіше порівнювали з протопанковими гуртами MC5 та The Stooges, проте пісні англійців не мали такого яскравого політичного чи соціального спрямування. Оригінальний текст (англ.) [[The album] was pretty much unlike anything else. The arrangements were more sculpted than those of Cream or Jimi Hendrix, and the musicianship wasn't cumbersome like Iron Butterfly's or bombastic like Vanilla Fudge's. The closest comparisons might be to MC5 or the Stooges—both from Michigan—yet neither had the polish or prowess of Led Zeppelin, nor did Led Zeppelin have the political, social or die-hard sensibility of those landmark bands. What they did have, though, was the potential for a mass audience.] Помилка: {{Lang}}: текст вже має курсивний шрифт (допомога) |

Згідно з Льюїсом, експертом з Led Zeppelin:
|  | Час нічого не зміг зробити, щоб погіршити один з найкращих дебютних альбомів, які видавалися. Це настирливість та ентузіазм їхньої праці, який отримав несвоєчасну чарівність. Дев'ять запропонованих tour de force потужної, та все чатсіше витонченої динаміки… І давайте не забувати той факт, що Пейдж віртуозно ввів гітарний риф, як головну частину написання пісні. Оригінальний текст (англ.) [Time has done nothing to diminish the quality of one of the finest debut albums ever recorded. There's an urgency and enthusiasm about their performance that retains timeless charm. The nine cuts offer a tour de force of powerful yet often subtle dynamics … And let's not forget the fact that with this album, Page virtually invents the guitar riff as a key songwriting component.] Помилка: {{Lang}}: текст вже має курсивний шрифт (допомога) |

У 2003 телемережа VH1 назвала Led Zeppelin 44 найкращим альбомом всіх часів, а журнал Rolling Stone надав йому 29 сходинку у Списку 500 найкращих альбомів усіх часів за версією журналу Rolling Stone. Його особливо відзначено як переломний момент при переході від хард-року до хеві-металу.

### Схвалення
| Публікатор            | Країна          | Список                                                                                                   | Рік  | Місце |
| --------------------- | --------------- | --- | ---- | ----- |
| Kerrang!              | Велика Британія | 100 найкращих хеві-метал альбомів всіх часів                                                             | 1989 | 18    |
| Rolling Stone         | США             | 500 найкращих альбоів всіх часів                                                                         | 2003 | 29    |
| Q                     | Велика Британія | Музика, яка змінила світ (Перша частина: 1954—1969)                                                      | 2004 | 7     |
| Роберт Даймері        | США             | 1001 альбом, які вам слід прослухати перед тим, як помрете [Архівовано 13 січня 2006 у Wayback Machine.] | 2006 | *     |
| Uncut                 | Велика Британія | 100 найвизначніших дебютних альбомів                                                                     | 2006 | 7     |
| Зала слави рок-н-ролу | США             | Визначні 200                                                                                             | 2007 | 165   |
| Q                     | Велика Британія | 21 альбом, які змінили музику                                                                            | 2007 | 6     |

* немає рейтингу

## Список композиций
| Перша сторона | Перша сторона              | Перша сторона                            | Перша сторона |
| #             | Назва                      | Автор                                    | Тривалість    |
| ------------- | -------------------------- | ---------------------------------------- | ------------- |
| 1.            | «Good Times Bad Times»     | Джон Бонам, Джон Пол Джонс, Джиммі Пейдж | 2:47          |
| 2.            | «Babe I'm Gonna Leave You» | Енн Бердон                               | 6:41          |
| 3.            | «You Shook Me»             | Віллі Діксон, Дж. Б. Ленор               | 6:30          |
| 4.            | «Dazed and Confused»       | Джейк Холмс, Пейдж                       | 6:27          |

| Друга сторона | Друга сторона             | Друга сторона                    | Друга сторона |
| #             | Назва                     | Автор                            | Тривалість    |
| ------------- | ------------------------- | -------------------------------- | ------------- |
| 1.            | «Your Time Is Gonna Come» | Джонс, Пейдж                     | 4:34          |
| 2.            | «Black Mountain Side»     | Берт Джанш, Пейдж                | 2:13          |
| 3.            | «Communication Breakdown» | Бонам, Джонс, Пейдж              | 2:30          |
| 4.            | «I Can't Quit You Baby»   | Діксон                           | 4:43          |
| 5.            | «How Many More Times»     | Гаулін Вулф, Бонам, Джонс, Пейдж | 8:28*         |

*На версії альбому, яку Джиммі Пейдж спеціально записав для радіостанцій її тривалість 3:30
Роберт Плант брав участь у написанні пісень, але його ім'я не було включено, згідно з умовами контракту.
Деякі касетні версії змінили порядок сторін альбому. Згідно з цією версією перша сторона починається піснею «Your Time Is Gonna Come» і завершується «How Many More Times», у той час як друга сторона починається з «Good Times, Bad Times» та завершується «Dazed and Confused».

## Учасники запису

### Led Zeppelin
- Джиммі Пейдж — гітара, бек-вокал, продюсер
- Роберт Плант — вокал, губна гармоніка
- Джон Пол Джонс — бас-гітара, орган, клавішні, бек-вокал
- Джон Бонам — ударні, литаври, бек-вокал
- Пітер Ґрант — продюсер

### Технічний персонал
- Вірам Ясані — табла (у «Black Mountain Side»)
- Глін Джонс — звукоінженер
- Джордж Гарді — дизайн обкладинки
- Кріс Дреджа — фотограф (фото на обороті)

## Позиції у чартах

### Альбом
| Рік  | Чарт                                        | Позиція |
| ---- | ------------------------------------------- | ------- |
| 1969 | Billboard Популярні альбоми (Billboard 200) | 10      |

### Сингли
| Рік  | Сингл                  | Чарт                                      | Позиція |
| ---- | ---------------------- | ----------------------------------------- | ------- |
| 1969 | «Good Times Bad Times» | Billboard Pop Singles (Billboard Hot 100) | 80      |

## Продажі
| Контролер  | Показник       | Продаж     |
| ---------- | -------------- | ---------- |
| RIAA (США) | 10x Платиновий | 10 000 000 |

## Деталі релізу
| Країна          | Дата | Лейбл    | Формат                                           | Каталог |
| США             | 1969 | Atlantic | LP (моно версія)                                 | 8216    |
| США             | 1969 | Atlantic | LP                                               | SD8216  |
| США             | 1969 | Atlantic | LP                                               | 588171  |
| Японія          | 1969 | Atlantic | LP                                               | MT1067  |
| США             | 1971 | Atlantic | LP (перевидання)                                 | 7208    |
| Велика Британія | 1972 | Atlantic | LP (перевидання)                                 | K40031  |
| Японія          | 1972 | Atlantic | LP (перевидання)                                 | P8041A  |
| США             | 1977 | Atlantic | LP (перевидання)                                 | SD19126 |
| США             | 1982 | Atlantic | CD                                               | SD19126 |
| США             | 1994 | Atlantic | CD (перероблений)                                | 82632   |
| Японія          | 2003 | Atlantic | CD (репродукція конверту)                        | 208264  |
| США             | 2006 | Atlantic | LP (200г перевидання для любителів звукотехніки) | SD8216  |